# SWEET×SWEET/NEGAIGOTO
「SWEET×SWEET/NEGAIGOTO」（スイート・スイート/ねがいごと）は、KOTOKOの両A面シングル。両曲ともPHAが作詞・作曲を担当している。配信限定シングルとして 2020年11月27日にリリースされた。

## 概要
前作「SticK Out」より10日後ぶりのシングルで、配信限定シングルとしては『覚えてていいよ (2015 ver.)』以来、約5年7か月ぶりとなる。
本作は同人作品でどの音楽レーベルからもリリースされておらず、KOTOKOの公式ディスコグラフィーにはシングルとしてカウントされていない。
「SWEET×SWEET」がゲームソフト『ネコぱら Vol.4 ネコとパティシエのノエル』のオープニングテーマに起用され、「NEGAIGOTO」が同ゲームのエンディングテーマに起用されている。
両曲ともアルバム未収録となっている。

## 収録曲
| 全作詞・作曲: PHA。 |                               |           |            |          |      |
| #                   | タイトル                      | 作詞      | 作曲・編曲 | 編曲     | 時間 |
| 1.                  | 「SWEET×SWEET」               | PHA       | PHA        | 神谷礼   | 3:45 |
| 2.                  | 「NEGAIGOTO」                 | PHA       | PHA        | 河合英嗣 | 4:02 |
| 3.                  | 「SWEET×SWEET」(Instrumental) | PHA       | PHA        |          | 3:45 |
| 4.                  | 「NEGAIGOTO」(Instrumental)   | PHA       | PHA        |          | 4:02 |
| 合計時間:           | 合計時間:                     | 合計時間: | 15:34      |          |      |